# Benny Feilhaber
Benny Feilhaber (ur. 19 stycznia 1985 w Rio de Janeiro) – amerykański piłkarz grający na pozycji środkowego pomocnika. W latach 2007–2017 reprezentant Stanów Zjednoczonych. Posiada także obywatelstwo austriackie.

## Kariera klubowa
Feilhaber pochodzi z rodziny austriackich Żydów. Urodził się w Rio de Janeiro (Brazylia), ale gdy miał 6 lat, jego rodzina wyemigrowała do Stanów Zjednoczonych. Tam uczęszczał do Northwood High School w Irvine, gdzie rozpoczął piłkarską karierę w szkolnej drużynie. W 2003 roku rozpoczął studia na Uniwersytecie Kalifornijskim w Los Angeles. Tam kontynuował grę w piłkę, a w lipcu 2005 zgłosił się po niego niemiecki Hamburger SV i Benny podpisał kontrakt z tym klubem. Feilhaber początkowo grał w rezerwach klubu, ale w sezonie 2006/2007 został włączony do kadry pierwszej drużyny. W Bundeslidze zadebiutował 14 października 2006 w przegranym 1:2 spotkaniu z FC Schalke 04. W całym sezonie wystąpił w 9 meczach ligowych (7. miejsce HSV) oraz w 3 w fazie grupowej Ligi Mistrzów.
Latem 2007 roku Feilhaber przeszedł do beniaminka Premiership, Derby County, gdzie zagrał 10 spotkań. W 2008 przeszedł do duńskiego klubu Aarhus GF. Pierwszego gola w Danii strzelił w meczu z Randers FC 27 lipca 2009. W Aarhus grał do 2011 roku.
W latach 2011–2012 Feilhaber grał w New England Revolution. W 2013 przeszedł do Sportingu Kansas City, a w 2018 odszedł do Los Angeles FC. W styczniu podpisał kontrakt z Colorado Rapids.
| Sezon     | Klub                   | Kraj              | Rozgrywki    | Mecze | Bramki |
| --------- | ---------------------- | ----------------- | ------------ | ----- | ------ |
| 2005/2006 | Hamburger SV           | Niemcy            | Bundesliga   | 0     | 0      |
| 2005/2006 | Hamburger SV II        | Niemcy            | Regionalliga | 30    | 2      |
| 2006/2007 | Hamburger SV           | Niemcy            | Bundesliga   | 9     | 0      |
| 2006/2007 | Hamburger SV II        | Niemcy            | Regionalliga | 19    | 1      |
| 2007/2008 | Derby County           | Anglia            | Premiership  | 10    | 0      |
| 2008/2009 | Aarhus GF              | Dania             | Superligaen  | 10    | 0      |
| 2009/2010 | Aarhus GF              | Dania             | Superligaen  | 26    | 1      |
| 2010/2011 | Aarhus GF              | Dania             | Superligaen  | 18    | 4      |
| 2011      | New England Revolution | Stany Zjednoczone | MLS          | 23    | 4      |
| 2012      | New England Revolution | Stany Zjednoczone | MLS          | 29    | 2      |
| 2013      | Sporting Kansas City   | Stany Zjednoczone | MLS          | 31    | 3      |
| 2014      | Sporting Kansas City   | Stany Zjednoczone | MLS          | 32    | 4      |
| 2015      | Sporting Kansas City   | Stany Zjednoczone | MLS          | 33    | 10     |
| 2016      | Sporting Kansas City   | Stany Zjednoczone | MLS          | 31    | 7      |
| 2017      | Sporting Kansas City   | Stany Zjednoczone | MLS          | 31    | 5      |
| 2018      | Los Angeles FC         | Stany Zjednoczone | MLS          | 38    | 4      |

## Kariera reprezentacyjna
W 2005 roku Feilhaber został powołany do kadry na Młodzieżowe Mistrzostwa Świata w Holandii. Z USA dotarł do 1/8 finału będąc jednym z najlepszych zawodników w swojej drużynie. W tym samym roku zajął z reprezentacją USA 2. miejsce na Olimpiadzie Machabejskej. Wcześniej odrzucił ofertę gry w reprezentacji Austrii.
Także w 2005 roku Feilhaber był powoływany do pierwszej reprezentacji USA na spotkania ze Szkocją i Niemcami, ale w obu nie wystąpił. Swój pierwszy mecz w kadrze rozegrał 25 marca 2007 z Ekwadorem (3:1), a pierwszą bramkę zdobył 2 czerwca w spotkaniu z Chinami (4:1). W tym samym roku wystąpił w Złotym Pucharze CONCACAF i doprowadził USA w finale do triumfu nad Meksykiem (2:1) zdobywając zwycięskiego gola. Wystąpił także na Copa América 2007, ale USA nie wyszło z grupy.